# Demostratiu
Els demostratius són una classe de determinants o pronoms que indiquen la situació de l'objecte del qual es parla respecte al parlant. Determinats adverbis o altres paraules poden tenir la mateixa funció. Els demostratius tenen sempre un valor díctic, és a dir, depenent de la situació comunicativa varia el seu significat (a diferència del sentit ple de paraules com, per exemple, els substantius).
La major part de llengües que tenen demostratius indiquen dos graus de proximitat (lluny - a prop del parlant). Segueixen les que inclouen tres graus diferents i posteriorment les que tenen un sistema més complex, amb quatre o cinc termes diferents, els quals poden indicar la situació respecte als dos interlocutors, però també la ubicació del referent en altura o si és visible completament o de forma parcial. Aquests sistemes més elaborats tenen més presència en els idiomes nadius nord-americans o del Pacífic.

## En català
Els demostratius catalans són aquest, aquell, segons dos graus de distància amb el parlant, i les seves formes flexionades. En alguns dialectes, com és el cas del valencià també s'usen les formes eixe i este, amb la qual cosa hi ha tres graus, este, eixe, aquell que corresponen a açò, això, allò, formes les quals prescriu l'AVL com preferents per a tot el valencià, amb les seves variants. Tots aquests provenen del pronom llatí eccu'ĭste.